# Beilschmiedia tarairi
Il taraire (Beilschmiedia tarairi (A. Cunn.) Kirk) è un albero della famiglia delle Lauracee, endemico dell'Isola del Nord della Nuova Zelanda.

## Descrizione
Può raggiungere i 20 m di altezza e presenta una chioma molto ampia. Il tronco può raggiungere il metro di diametro. Un fine tomento di colore bruno-rossastro ricopre fittamente ramoscelli, foglie giovani, steli delle foglie e boccioli dei fiori.
Le foglie, alternate, sono di colore verde scuro, coriacee, con picciolo lungo 1-1,5 cm e lamina ellittico-obovata, lunga 4–15 cm e larga 3–6 cm., con venature depresse.
L'infiorescenza è una pannocchia eretta lunga fino a 10 cm che si innalza dall'ascella delle foglie. I fiori verdognoli misurano 4–5 mm di diametro.

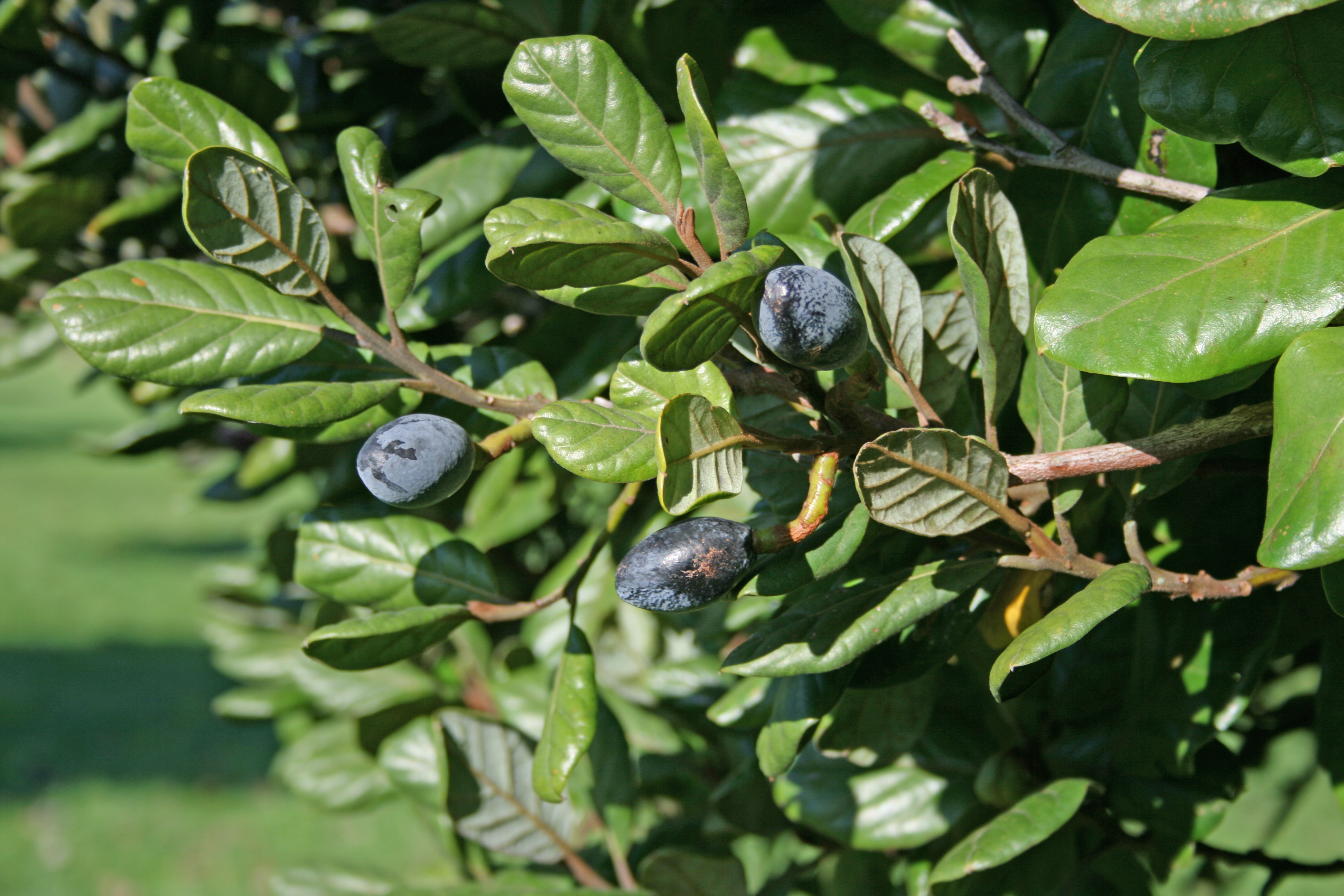
Il frutto del taraire è il cibo preferito del piccione di Nuova Zelanda (Hemiphaga novaeseelandiae)

Il frutto è una drupa eretta, ellittico-ovoidale di circa 2.5-3·5 cm, di colore porpora a maturazione, contenente un unico seme.

### Specie simili
Il taraire è una delle tre specie endemiche di Beilschmiedia diffuse in Nuova Zelanda. Le altre due sono il tawa (Beilschmiedia tawa), dalle foglie simili a quelle del salice, e il tawaroa (Beilschmiedia tawaroa), simile al tawa ma con foglie più larghe.

## Ecologia
Il frutto di Beilschmiedia tarairi è uno degli alimenti preferiti del piccione di Nuova Zelanda (Hemiphaga novaeseelandiae).

## Distribuzione e habitat
Il taraire è presente unicamente nel nord dell'Isola del Nord a 38° di latitudine sud. È più comune a nord di Auckland e di Thames, all'incirca attorno ai 37° di latitudine sud. Tuttavia popolazioni di alberi sparsi si incontrano lungo la costa occidentale tra Port Waikato e Kawhia Harbour, e nell'interno a Pukemokemoke. Nell'est si incontra in gruppetti sparsi ad East Cape.
È un albero della parte superiore delle foreste (canopia), che spesso cresce in associazione con alberi di kaurí (Agathis australis), pohutukawa (Metrosideros excelsa), tawapou (Pouteria costata) e puriri (Vitex lucens) su rocce e suoli basaltici.

## Propagazione
La propagazione tramite semi freschi è facile, soprattutto se viene rimossa la polpa che lo circonda.
Il taraire non viene considerato specie a rischio, ma nel futuro la dispersione dei semi potrebbe essere limitata, data la diminuzione degli esemplari di piccione della Nuova Zelanda, l'unica specie in grado di disperderne i semi, che passano indenni attraverso il suo apparato digerente.

## Usi
Il legno di taraire è di grana diritta, ma è fragile e predisposto a rotture, e non è resistente se rimane esposto agli elementi. È stato utilizzato per costruire pavimentazioni, mobili, cornici di quadri e legna da ardere.